# チャールズ・フィンチ (第4代ウィンチルシー伯爵)
第4代ウィンチルシー伯爵チャールズ・フィンチ（英語: Charles Finch, 4th Earl of Winchilsea PC、1672年9月26日 – 1712年8月16日）は、イギリスの貴族。1689年までメイドストーン子爵の儀礼称号を使用した。

## 生涯
メイドストーン卿ウィリアム・フィンチ（1652年1月20日洗礼 – 1672年5月28日、第3代ウィンチルシー伯爵ヘニッジ・フィンチの長男）とエリザベス（Elizabeth、旧姓ウィンダム（Windham）、1696年5月10日没、トマス・ウィンダムの娘）の息子として、1672年9月26日に生まれた。しかし、父ウィリアムはチャールズが生まれる前の1672年5月28日にソールベイの海戦で戦死した。
1689年8月28日に祖父が死去すると、ウィンチルシー伯爵を継承、1693年11月7日に貴族院議員に就任した。その後、1702年9月から1703年3月までハノーファー駐在大使を、1702年から1705年まで五港副長官、ドーヴァー城副総督、ケント副提督を、1704年から1705年までケント統監を、1711年から1712年までに第一商務卿を務めた。また、1711年6月14日に枢密顧問官に任命された。政治ではトーリー党に属した。
1712年8月16日にロンドンで死去、一人息子が夭折したため叔父ヘニッジが爵位を継承した。

## 家族
1692年9月26/28日、サラ・ノース（Sarah Nourse、1735年10月29日没、ヘンリー・ノースの娘）と結婚、1男をもうけた。
- チャールズ（1703年8月 – 1705年[1]）